# Karl Alexander Müller
Karl Alexander Müller (ur. 20 kwietnia 1927 w Bazylei, zm. 9 stycznia 2023) – szwajcarski fizyk, noblista.

## Życiorys
Na początku lat 80. XX wieku wspólnie z Johannesem Bednorzem w Laboratorium Badawczym IBM w Rüschlikon uzyskali pierwszy materiał wykazujący właściwości nadprzewodnika wysokotemperaturowego (tlenek baru, lantanu i miedzi o temperaturze krytycznej 35 K).
W roku 1987 otrzymali Nagrodę Nobla w dziedzinie fizyki za postęp w odkryciu nadprzewodnictwa materiałów ceramicznych. Była to nagroda przyznana najszybciej po dokonaniu odkrycia. Jest również laureatem wielu innych nagród i wyróżnień. Jest od roku 1994 członkiem zagranicznym PAN.